# 山田尾浦テレビ中継局
山田尾浦テレビ中継局（やまだおうらテレビちゅうけいきょく）は、福岡県嘉麻市に置かれていたテレビ放送の中継局。

## 中継局概要

### アナログテレビ放送
| チャンネル 番号 | 放送局名         | 空中線 電力          | ERP                 | 偏波面   | 放送対象地域 | 放送区域 内世帯数 | 運用開始日     |
| --------------- | ---------------- | -------------------- | ------------------- | -------- | ------------ | ----------------- | -------------- |
| 32              | RKB RKB毎日放送  | 映像500mW/ 音声125mW | 映像1.1W/ 音声280mW | 水平偏波 | 福岡県       | -                 | 1985年 5月16日 |
| 34              | FBS 福岡放送     | 映像500mW/ 音声125mW | 映像1.1W/ 音声280mW | 水平偏波 | 福岡県       | -                 | 1985年 5月16日 |
| 36              | KBC 九州朝日放送 | 映像500mW/ 音声125mW | 映像1.1W/ 音声280mW | 水平偏波 | 福岡県       | -                 | 1985年 5月16日 |
| 38              | TNC テレビ西日本 | 映像500mW/ 音声125mW | 映像1.1W/ 音声280mW | 水平偏波 | 福岡県       | -                 | 1985年 5月16日 |
| 40              | NHK 北九州総合   | 映像500mW/ 音声125mW | 映像1.1W/ 音声280mW | 水平偏波 | 福岡県       | -                 | -              |
| 42              | NHK 北九州教育   | 映像500mW/ 音声125mW | 映像1.1W/ 音声280mW | 水平偏波 | 全国         | -                 | -              |

- 所在地： 嘉麻市上山田字尾浦
- 2011年7月24日をもってすべて廃止された。なお、TVQ九州放送にはチャンネルが割り当てられていなかった。
- デジタル放送については筑前山田中継局によるカバーとなった[1]。